# Nachtschicht mit John
Nachtschicht mit John (orig. The John Larroquette Show) ist eine US-amerikanische Sitcom, von der von 1993 bis 1996 insgesamt 84 Folgen produziert wurden.

## Handlung

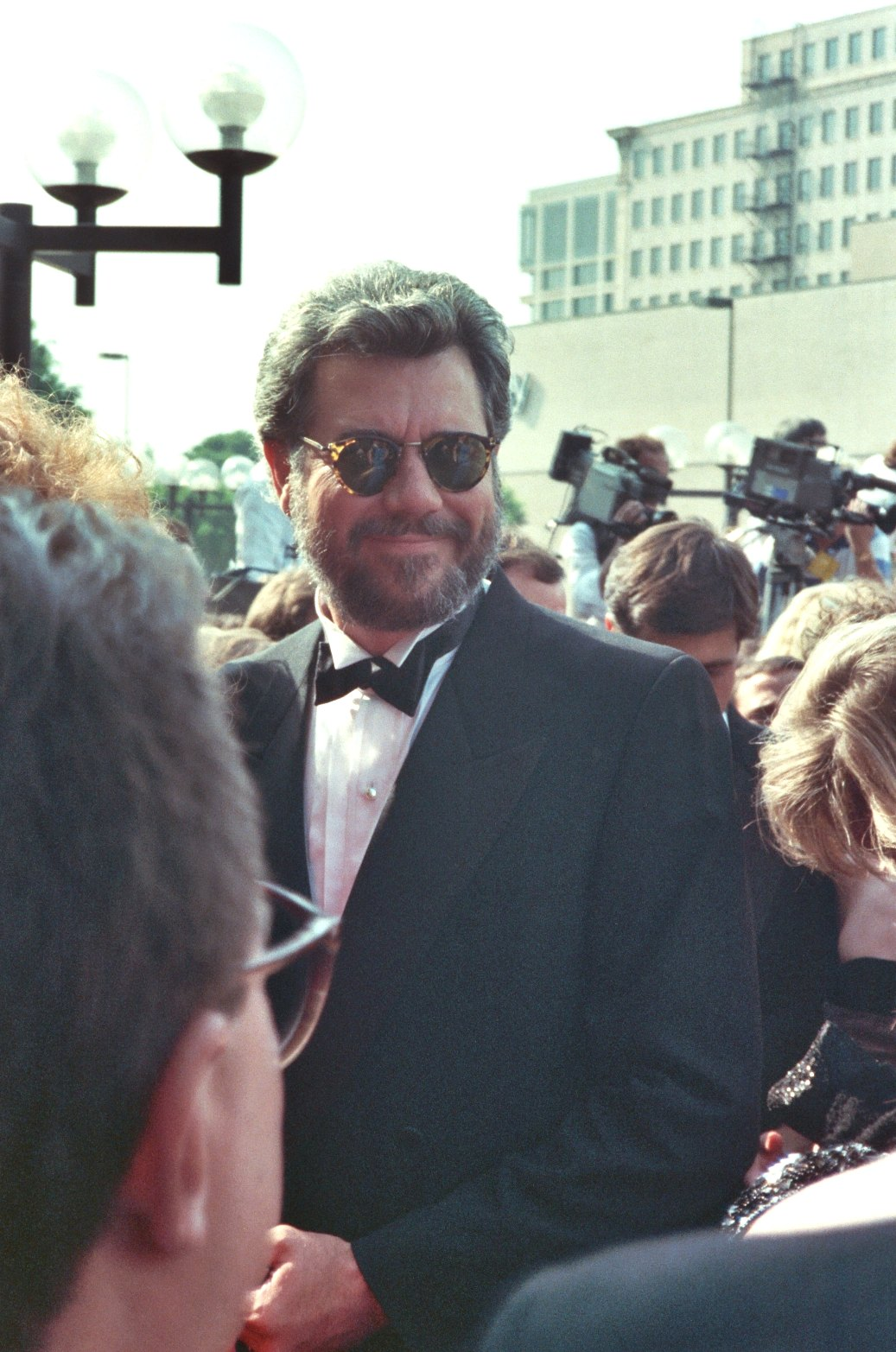
John Larroquette bei den Emmy Awards 1988

John Hemingway leitet die Nachtschicht in einem Busbahnhof in St. Louis. Seine Zeit dort verbringt er in seinem Büro, wo er sich mit allerhand seltsamen Gestalten herumschlagen muss, und in der Wartehalle mit der Schalterangestellten Mahalia Sanchez, dem Imbißbudenverkäufer Dexter Walker, dem Hausmeister Gene oder der Prostituierten Carly Watkins. Ständig zu Gast im Busbahnhof sind die Polizisten Hampton und Eggers, der Busfahrer Max sowie der Obdachlose Oscar. Die Trostlosigkeit seines Jobs führt den trockenen Alkoholiker Hemingway ständig in Versuchung, wieder zu trinken.
Ab der zweiten Staffel wurde das Konzept der Serie auf Verlangen des Senders NBC verändert. Die anrüchige Atmosphäre verschwand und Johns Alkoholproblem trat mit der Einführung der Nachbarin Catherine Merrick in den Hintergrund.

## Hintergrund
| Figur                            | Darsteller         | Deutscher Sprecher   |
| -------------------------------- | ------------------ | -------------------- |
| John Hemingway                   | John Larroquette   | Ivar Combrinck       |
| Mahalia Sanchez                  | Liz Torres         | Renate Danz          |
| Dexter Walker                    | Daryl Mitchell     | Simon Jäger          |
| Gene                             | Chi McBride        | Axel Lutter          |
| Carly Watkins                    | Gigi Rice          | Rita Engelmann       |
| Officer Adam Hampton             | Lenny Clarke       | Reinhard Scheunemann |
| Officer Eve Eggers               | Elizabeth Berridge | Sabine Walkenbach    |
| Max Dumas (Staffel 1)            | John F. O’Donohue  | Karl-Maria Steffens  |
| Oscar (Staffeln 2–4)             | Bill Morey         | Eric Vaessen         |
| Catherine Merrick (Staffeln 2–4) | Alison LaPlaca     | Cornelia Meinhardt   |

In Deutschland lief die erste Staffel ab dem 4. September 1995 bei Kabel 1. Die restlichen Folgen wurden 1997 bis 1998 von DF1 Comedy & Co. ausgestrahlt. Anschließend zeigte Sat.1 1998 bis 1999 die ersten drei Staffeln der Serie, die seitdem nicht mehr im deutschen Free-TV zu sehen war und zuletzt 2004 von Premiere Serie wiederholt wurde.
Die Folge There’s a Mister Hitler Here to See You wurde in Deutschland ausgelassen. In einer Nebenhandlung muss sich John mit einem Neonazi herumschlagen, der einen Omnibus anmieten will.
Die deutsche Stimme von John Larroquette war Ivar Combrinck, der ihn bereits in Harrys wundersames Strafgericht synchronisierte und außerdem für die deutsche Fassung beider Serien verantwortlich war.
In Nachtschicht mit John gibt es mehrere Querverbindungen zu anderen Serien:
- Folge 49 Hochzeit ohne Brautpaar?: Kelsey Grammer tritt auf als Dr. Frasier Crane, bekannt aus Cheers und Frasier.
- Folge 65 Golden Girls – Das Musical: John Hemingway soll mit Estelle Getty, Rue McClanahan und Betty White ein Golden-Girls-Musical inszenieren.